# Homecoming (Green Day)
Pistes de American Idiot
Wake Me Up When September Ends Whatsername
Homecoming est une chanson du groupe américain Green Day. Il s'agit de l'avant-dernière chanson de l'album American Idiot, sorti en 2004. Cette chanson est subdivisée en cinq parties qui s'intitulent : 
1. The Death Of St. Jimmy
2. East 12 Th.
3. Nobody Likes You
4. Rock 'n' Roll Girlfriend
5. We're Coming Home Again

Dans cette chanson, Mike Dirnt chante en solo sur Nobody Likes You et Tré Cool sur Rock 'n' Roll Girlfriend. Ce sont également eux qui ont écrit leur propre partie.

## Genèse
L'histoire de l'album reprend son cours dans Homecoming, une autre suite de cinq morceaux de plus de neuf minutes, où deux parties sont chantées par Mike Dirnt et Tré Cool. La chanson commence par la mort de St. Jimmy, dont Jesus of Suburbia finit par accepter qu'il n'est pas son idéal. Il fait son introspection, accepte que cette vie en ville faite de faux-semblants n'est pas pour lui et décide de rentrer chez lui dans sa banlieue. La partie Rock and Roll Girlfriend est à part dans la suite et est une sorte de petite autobiographie de Tré Cool.

## Collaborateurs
- Billie Joe Armstrong - Chant, guitare
- Mike Dirnt - Basse, chœurs, chant sur Nobody Likes You
- Tré Cool - Batterie, chœurs, chant sur Rock 'n' Roll Girlfriend